# Gunnestrup Station
Gunnestrup Station var et trinbræt på Odderbanen. Trinbrættet blev lukket i september 2008, samtidig med at der blev oprettet et nyt trinbræt ved Nørrevænget.
56°5′22″N 10°9′15″Ø / 56.08944°N 10.15417°Ø